# Porthmadog
Porthmadog est une ville côtière du pays de Galles, dans le Gwynedd. Elle possède le statut de communauté. Elle comptait 4 187 habitants en 2001. C'est le lieu de naissance de T. E. Lawrence (1888-1935) officier, diplomate et écrivain britannique.